# リゲッタ
リゲッタ（Regeta Co., Ltd.）とは、靴職人兼デザイナーの高本泰朗（たかもとやすお）が2005年に立ち上げた日本製シューズ・ブランドである。
メーカーサイトによるとリゲッタいう名前の由来はGETA（下駄）をRe:（もう一度）『Re:下駄』で『リゲッタ』とある。ダジャレから生まれたブランド名であるが、その親しみやすさと手頃な販売価格、従来の靴には無い快適な履き心地から口コミで愛用者が広がって著名人にもファンが多い。2012年5月にリゲッタ（Re:getA）公式サイトがオープン。2019年11月に有限会社シューズミニッシュから株式会社リゲッタに社名を変更。
シューズ・ミニッシュというユニークな会社名は、かつて高本家で飼われていたミニチュア・シュナウザーという犬種が由来である。会社ロゴに犬のシルエットが使用されているのはこのため。

## 概要
有限会社シューズ・ミニッシュの前身はタカモトゴム工業所で、サンダルを主体とした靴の受託製造を行っていた。2005年に父：高本成雄から次男：高本泰朗に経営を継承する際に現在の社名に変更された。20代後半と若い経営者ではあったが、靴職人としての独特の感性とオリジナリティ溢れるデザイン性、コンフォート・シューズとしての機能性重視の姿勢からリゲッタ（Re:getA）は生まれる。
当初は、機能性に大きなウエイトを置いていたためにファッション性は低く「足には良さそうだけど履きたくないデザイン」「高年齢の人の靴」という評判が多かった。しかし、近年になって機能性とファッション性の両立という絶妙なバランス感覚を会得したことで千趣会をはじめとする大手通販会社カタログ誌で採用され、リゲッタ購入者の満足度とリピートの高さから評価を得る。一般店舗でほとんど入手することができないブランドであるため、カタログ通販の購入者の間で口コミで話題となり愛用者を増やしている。2009年1月から販売をしたリゲッタ・バレエシューズ（R-221）の履き心地とデザインが女性の幅広い年齢層に受け入れられ大ヒット。さらに同年（2009年）10月から販売したリゲッタ・ハイウェッジパンプス（R-241）がヒール高さ（約7cm）を感じさせない抜群の履き心地で爆発的なヒット商品となり、入手困難な状態が2010年初めまで続いた。事実、たった3カ月間の販売期間で、株式会社ディノスの2009下半期売れ筋コンフォートシューズランキングNo.1となっている。
近年の不況下において、一時的なブームではなく、リゲッタの好調が継続する背景には「開発者の製造コンセプトが明確であること」、「購入者がリピーターになっている率が高いこと」、「日本製であるのに割安感のある価格設定であること」が挙げられている。

## 製作コンセプト
日本の履物の代表である「下駄」の良さを生かしつつ、その欠点を人間工学に基づいた技術革新で補い、現代風のエッセンスを加えることで完璧な『履き心地』と『歩き心地』を生み出すことを製作コンセプトとしている。これは高本泰朗がデザインするすべての靴に共通するもので、外反母趾の原因となる様なファッション性偏重のつま先部分が狭くなる靴は１つもない。また、高本泰朗自身が丹念に木型を削って足型・底型を作成している。さらに、人間の足の大きさが朝と夜では変化することを重視。必ず調整ができるように甲ベルトやストラップに面テープやゴムを一部に採用するなど細かな配慮がなされている。わずかな力（体重移動）で次の一歩が自然と前に出るローリング歩行機能を多くの靴に採用しているのもリゲッタの特徴であると言える。

## 他ブランド
- por・mama（ポルマーマ）
- RegettaCanoe（リゲッタカヌー）
- Re:getA Glamorous（リゲッタグラマラス）
- Re:getA Work（リゲッタワーク）
- R（アール）
- 2ball（ツヴォル）